# Microcharops alvarengai
Microcharops alvarengai là một loài tò vò trong họ Ichneumonidae.